# 毛脉华宁藤
毛脉华宁藤（学名：Gymnema foetidum var. mairei）为夹竹桃科匙羹藤属华宁藤的变种。分布在中国大陆的云南等地，多生长在山地密林中，目前尚未由人工引种栽培。